# جيمي راوش
جيمي راوش (بالإنجليزية: Jamie Rauch)‏ هو سباح أمريكي، ولد في 17 أغسطس 1979 في هيوستن في الولايات المتحدة.

## وصلات خارجية
- جيمي راوش على موقع الاتحاد الدولي للسباحة (الإنجليزية)
- جيمي راوش على موقع أوليمبيديا (الإنجليزية)